# Salesite
La salesite è un minerale.